# Альфіо Контіні
Альфіо Контіні (італ. Alfio Contini; 12 вересня 1927 — 23 березня 2020) — італійський кінооператор. Вивчав архітектуру. У різні роки працював з Мікеланджело Антоніоні, Ліліаною Кавані, Діно Різі, Вімом Вендерсом, Адріано Челентано.

## Фільмографія
- 1962 — Обгін
- 1963 — Чудовиська
- 1967 — Убий мене швидше, мені холодно
- 1970 — Дружина священика
- 1972 — Біле, червоне і…
- 1975 — Юппі-Ду
- 1976 — Мімі Блюетт... квітка в моєму саду
- 1978 — Безумство Джеппо
- 1979 — Оксамитові ручки
- 1980 — Приборкання норовистого
- 1982 — Бінго-Бонго
- 1982 — Свята корова
- 1984 — Чималий скандал / (Uno scandalo perbene)
- 1985 — Джоан Луй
- 1986 — Буркотун
- 1995 — Поза хмарами